# The Man Who Played God
The Man Who Played God is een film uit 1932 onder regie van John G. Adolfi. De film is gebaseerd op het toneelstuk The Silent Voice, dat werd geschreven door Jules Eckert Goodman en werd gespeeld door acteurs in 1914 en 1915. George Arliss heeft de hoofdrol in de film. Hij speelde overigens ook dezelfde rol in het toneelstuk en in de versie uit 1922, waarin ook Mary Astor te zien was.
Het is de eerste film waarin Bette Davis te zien was onder contract van Warner Bros. Pictures. In de jaren 30 en 40 zou ze uiteindelijk haar meest succesvolle films bij de studio maken. Voor haar contract bij de studio had ze een contract bij Universal Pictures, die haar liet gaan nadat de films waarin ze verscheen allemaal flopten.
Het was door deze film dat Davis meer aandacht kreeg. Ze heeft er nooit een geheim van gemaakt dat Arliss degene was die er op stond dat zij gecast werd. Ze is hem hiervoor altijd dankbaar gebleven. Hoewel Davis nog niet geheel positieve kritieken kreeg, werd de film een enorm succes en opende nieuwe deuren voor de beginnende actrice.

## Verhaal
Muzikant Montgomery Royale geeft een privéoptreden aan de monarch en raakt gewond als het optreden gebombardeerd wordt door criminelen in poging de monarch te doden. Nadat hij doof raakt en zijn muzikale carrière verwoest wordt, keert hij terug naar New York met zijn zus, haar beste vriendin Mildred en zijn verloofde Grace.
Hoewel hij eigenlijk zelfmoord wil plegen, ontdekt hij dat hij goed kan liplezen en spendeert tijd in het Central Park met het oefenen van het lezen van de lippen van de voorbijgangers. Hierdoor ontdekt hij dat sommige mensen problemen hebben en hij wil hen steunen door anoniem geschenken te sturen. Hij raakt geabsorbeerd in het spelen van "God", maar ziet in dat niet veel mensen hem dankbaar zijn. Zo ontdekt hij dat Grace afspreekt met een jonge man, op wie ze verliefd is geworden. Grace wil haar affaire eindigen om Royale bij te staan, maar Royale ziet in dat ze liever bij hem is en eindigt hun verloving zodat zij haar hart kan volgen.
Hierna blijft Royale zich gedragen als een filantroop en wordt verliefd op Mildred, waar hij naar het einde van de film toe een romance mee ontwikkelt.

## Rolverdeling
| Acteur              | Personage             |
| ------------------- | --------------------- |
| George Arliss       | Montgomery Royale     |
| Violet Heming       | Mildred Miller        |
| Bette Davis         | Grace Blair           |
| Louise Closser Hale | Florence Royale       |
| André Luguet        | De Koning             |
| Donald Cook         | Harold Van Adam       |
| Hedda Hopper        | Mrs. Alice Chittendon |